# Blue Murder (gruppo musicale)
I Blue Murder furono un supergruppo heavy metal formato nel 1988 in Inghilterra dal chitarrista John Sykes.

## Storia
I Blue Murder erano composti in origine da John Sykes, l'ex bassista dei The Firm Tony Franklin ed il batterista Cozy Powell, ma infine venne scelto a sostituirlo Carmine Appice. Il cantante fu inizialmente Tony Martin, che abbandonò presto il progetto, sostituito prima da Ray Gillen, e poi da Mark Free, che in seguito decise di dedicarsi ai Signal: Sykes decise quindi di essere anche il cantante del gruppo producendo l'album omonimo, nel 1989. Negli anni seguenti Appice e Franklin abbandonarono il progetto, ed entrarono a farne parte Kelly Keeling, il bassista Marco Mendoza ed il batterista Tommy O'Steen. In seguito la band pubblicò il suo secondo album in studio Nothin' But Trouble nel 1993, e infine il live album Screaming Blue Murder nel 1994, poi la loro etichetta Geffen Records li scaricò e il progetto si sciolse. Più volte parlarono di una reunion ma alla fine non se ne fece mai nulla.

## Formazione

### Ultima
- John Sykes - voce, chitarra (1989-94)
- Marco Mendoza - basso (1991-94)
- Tommy O'Steen - batteria (1991-94)

### Ex componenti
- Cozy Powell - batteria (1986)
- Tony Martin - voce (1986-87)
- Ray Gillen - voce (1987-88)
- Mark Free - voce (1988)
- Tony Franklin - basso (1989-91)
- Carmine Appice - batteria (1986-91)
- Anders Johansson - batteria (1991)
- Kelly Keeling - voce (1991-93)

## Discografia

### Album in studio
- 1989 - Blue Murder
- 1993 - Nothin' But Trouble

### Live
- 1994 - Screaming Blue Murder